# Babet (1792)
Pour les articles homonymes, voir Babet.
La Babet est une corvette de la Marine nationale lancée en 1793 et capturée par le Royaume-Uni en 1794. Renommé le HMS Babet, le navire est utilisé dans la Royal Navy jusqu’en 1800, date à laquelle le bâtiment disparaît dans les Caraïbes, probablement coulé.

## Carrière

### Service dans la Marine française
La Babet est construite au Havre en suivant les plans de l’architecte Joseph-Marie-Blaise Coulomb. Il s'agit d'un navire de classe 20 canons de sixième rang. Sa quille a été posée en septembre 1792, il a été équipé en mai 1793 et lancé le 12 décembre 1793. Le 23 octobre 1793, l’enseigne de vaisseau non entretenu Pierre-Joseph-Paul Belhomme est nommé commandant du vaisseau.
La carrière de la Babet sous le commandement de Belhomme est plutôt brève, le bateau navigue essentiellement dans la Manche, tout d’abord du Havre à Cherbourg, puis jusqu’à Brest pour enfin regagner le port de Cancale. Le navire faisant partie d’une escadre composée de l’Engageante, du Pomone et de la Résolue est engagé au large de l’Île-de-Batz lors du combat du 23 avril 1794 par 5 frégates britanniques. Après près de 3 heures de combat, le Babet est contraint d’amener pavillon après que 30 à 40 de ses hommes aient été mis hors de combat. Le navire n’a toutefois pas subit de dégâts importants et est ramené à Portsmouth le 30 avril pour être réparé et réarmé. 

### Service dans la Marine britannique
Le HMS Babet est immatriculé le 19 juin 1794 et mis en service en décembre de la même année avant d’être affecté à la flotte de Lord Howe. En 1795, Edward Codrington, alors capitaine, devient commandant du navire et prend part à la Bataille de Groix où il survit à l’affrontement. La corvette est ensuite envoyée dans les Caraïbes au large des Îles Sous-le-Vent où elle participe aux prises de Démérara et Berbice en avril 1796,. Par la suite, le bâtiment demeure dans les Caraïbes où il affronte tantôt navires français, tantôt corsaires. Le HMS Babet intercepte à plusieurs reprises des navires marchands français mais également espagnols.   
Le 16 janvier 1798, dorénavant sous le commandement de Jemett Mainwaring, le HMS Babet capture une goélette française de manière spectaculaire. Cette dernière fuyant le navire britannique est rattrapée par une chaloupe du Babet composé d’une vingtaine d’homme alors que le vent s’est soudainement arrêté de souffler. Cet équipage prend d’assaut le voilier français et s’en empare, faisant main basse sur six canons et 46 hommes d’équipage. Dans une lettre à Henry Harvey, le capitaine Mainwaring raconte ce passage et dit :  

« C'est avec grand plaisir que je vous informe que le lieutenant Pym, du navire de Sa Majesté sous mon commandement, a capturé hier après-midi après une courte résistance, la goélette corsaire française La Défirée, montée de six canons et ayant à bord quarante hommes. »

Le bâtiment retourne ensuite à Portsmouth pour être rénové avant de reprendre service en décembre 1798. Les 18 et 19 janvier 1799, Babet capture deux navires de pêche français, les Deux Frères Unis, avec une cargaison de harengs, et le Jacques Charles. Quelques mois plus tard, il participe à l’Invasion anglo-russe de la Hollande. Après l’échec de cette invasion, le Babet gagne Spithead où il y demeure jusqu’en septembre 1800, date à laquelle il retourne aux Caraïbes. Le 24 octobre 1800, il appareil en Martinique après une traversée sans encombre de l’Atlantique. Pourtant, le navire disparaît sans laisser de traces alors qu’il tente d’atteindre la Jamaïque, probablement coulé par une tempête tropicale,.